# Gungnir

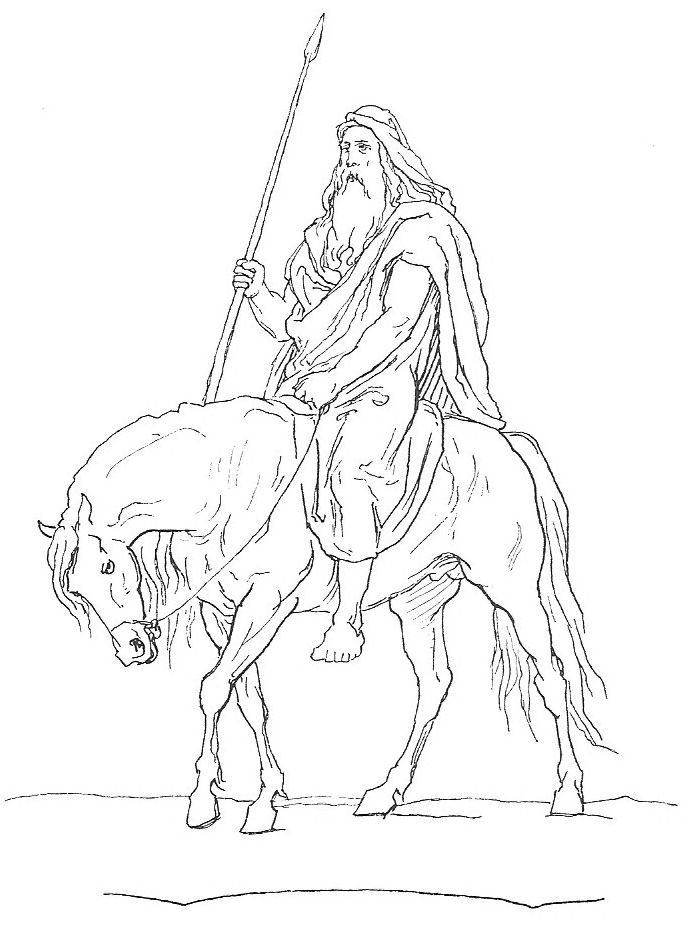
Odino con Gungnir, in groppa a Sleipnir, in un'illustrazione di Lorenz Frølich

Gungnir (altre dizioni sono Gungni, Gungner e Gungrir, il termine in norreno significa letteralmente "oscillante") è, nella mitologia norrena, la lancia di Odino.
Gungnir ha il potere di colpire sempre e infallibilmente il suo bersaglio. Odino la utilizza solo nella guerra degli Æsir e Vanir, e la userà (si dice) anche nell'ultima guerra, quando giungerà il Ragnarǫk.

## Origini
Nello Skáldskaparmál viene detto che la lancia venne forgiata dai nani Figli di Ivaldi, sotto la guida del fabbro Dvalin. È talmente ben forgiata e bilanciata che è capace di raggiungere qualsiasi bersaglio, non importa la capacità dell'avversario, la sua forza o la sua armatura. Le origini della lancia sono narrate nell'Edda poetica: Loki, cercando di rimediare il danno fatto a Sif, si reca dai nani e qui scopre la lancia Gungnir e Mjöllnir, il famoso martello di Thor. Dopo aver lusingato i nani, riesce a ottenere entrambi più la chioma dorata per Sif, moglie di Thor, e la nave Skíðblaðnir per Freyr.
Sarà proprio la lancia a dare inizio alla guerra tra gli Asi e i Vani, quando Odino la getta contro alcuni Dei Vani intenti in un'assemblea.
Al capitolo 51 di dell'Edda in prosa (Gylfaginning) Odino passa in rassegna gli Einherjar, spiriti dei guerrieri valorosi, prima di guidarli al Ragnarǫk, indossando un elmo d'oro, una elaborata cotta di maglia e portando stretta nella mano Gungnir. Con questa attaccherà il Lupo Fenrir.
Nella sua opera Der Ring des Nibelungen (l'anello del Nibelungo) Wagner cambia leggermente il valore della lancia; questa infatti è fatta con il legno dell'albero Yggdrasil e in essa Odino ha infuso tutto il suo potere. La userà per spezzare la spada di Siegmund, sancendo così la sconfitta in duello e la sua morte (atto secondo de La Valchiria).
Odino condanna Brunilde a un sonno eterno che cesserà solo quando sarà salvata e baciata (atto terzo). Per far sì che sia raggiunta solo da un uomo di valore circonda la roccia su cui dorme la valchiria con un cerchio di fuoco, giurando inoltre che soltanto chi non teme la sua lancia potrà passare. Questo avverrà quando Sigfrido, affrontando Odino, gli spezza la lancia. Il padre degli dei ne raccoglie con calma le parti ed esce di scena per l'ultima volta.